# La Lastrilla
La Lastrilla település Spanyolországban, Segovia tartományban. La Lastrilla Segovia, Bernuy de Porreros, Espirdo, Trescasas és San Cristóbal de Segovia községekkel határos. Lakosainak száma 4697 fő (2024).

## Népesség
A település népessége az elmúlt években az alábbi módon változott:
| Lakosok száma | 1814 | 2249 | 2829 | 3269 | 3492 | 3605 | 3730 | 3891 | 4348 | 4697 |
|               | 2001 | 2004 | 2007 | 2009 | 2012 | 2014 | 2017 | 2019 | 2022 | 2024 |